# Вылкасё
Вылкасё (устар. Вылкар-Вис) — река в России, протекает по территории Приуральского района Ямало-Ненецкого автономного округа. Устье реки находится на 279 км по левому берегу реки Щучьей. Длина реки — 41 км.

## Данные водного реестра
По данным государственного водного реестра России относится к Нижнеобскому бассейновому округу, водохозяйственный участок реки — Обь от города Салехард и до устья, речной подбассейн реки — бассейны притоков Оби ниже впадения Северной Сосьвы. Речной бассейн реки — (Нижняя) Обь от впадения Иртыша.
Код объекта в государственном водном реестре — 15020300212115300034425.